# چرخ ژنو

پویانمایی سازوکار چرخ ژنو با یک چرخ شش شیاری.

چرخ ژنو (که در زبان‌های دیگر به آن سازوکار مالتی و صلیب مالتی نیز می‌گویند) سازوکاری چرخ‌دنده‌ای است که حرکت دورانی پیوسته را به حرکت دورانی منقطع متناوب تبدیل می‌کند. از کاربردهای این سازوکار می‌توان به پروژکتور فیلم اشاره کرد.
در این سازوکار (مکانیزم) چرخ گرداندنده (ورودی) سوزنی (پین) دارد که در شیار چرخ گردنده (خروجی) می‌افتد و آن را یک گام به جلو می‌راند. چرخ گرداننده همچنین یک برجستگی مدور دارد که در فاصله زمانی بین دو گام چرخ گردنده را ثابت نگه می‌دارد.